# Ко да уједини све Цигане
„Ко да уједини све Цигане” је југословенски кратки филм из 1970. године. Режирао га је Иван Ракиџић а сценарио је написао Милош Николић.

## Улоге
| Глумац                    | Улога |
| ------------------------- | ----- |
| Бранислав Цига Миленковић |       |
| Радомир Шобота            |       |
| Томислав Пејчић           |       |
| Бранко Петковић           |       |
| Драган Срећков            |       |
| Војислав Вучинић          |       |
| Мирослав Жужић            |       |